# Armand Thomas Hue de Miromesnil
Pour les articles homonymes, voir Hue et Miromesnil.
Armand Thomas Hue, marquis de Miromesnil, né le 15 septembre 1723 au château de Latingy et mort le 6 juillet 1796 au château de Miromesnil, est un magistrat et homme politique français, ministre de Louis XVI dans les dernières années de l'Ancien Régime.

## Biographie
Il devient premier président du Parlement de Normandie à Rouen en 1757. En 1771, au moment de la suppression des parlements, il est au nombre des parlementaires exilés par le chancelier Maupeou.
Le 24 août 1774, il est choisi par Louis XVI pour devenir garde des sceaux de France. Il doit son ministère à l’estime que le comte de Maurepas, parent éloigné, a conçue pour lui pendant l’exil du parlement : dans cette circonstance critique et délicate, il avait montré une grande sagesse et une grande énergie. Il devient un familier de M. et Mme de Maurepas, « complaisant de Madame » (Baron de Besenval), et un peu pique-assiette, car fort désargenté.[réf. nécessaire]
C'est lui qui rédige l'ordonnance royale du 20 août 1780, par laquelle Louis XVI abolit la question préparatoire, c'est-à-dire la torture qu’on infligeait à un accusé pendant la procédure pour lui arracher les aveux de son crime et qui était appliquée au cas où sa culpabilité était déjà établie mais insuffisante pour pouvoir le condamner à mort par ordonnance royale.
Le 9 avril 1787, lorsque son ami Calonne est renversé par Loménie de Brienne, il est remercié par le roi et quitte le ministère. Il se retire dans sa terre de Normandie, pour y passer le reste de ses jours dans la retraite. Savant dans le droit et l’histoire de sa province adoptive, il la défendit, en ?1766?, avec beaucoup d’habileté, dans deux mémoires, lorsque le ministre Bertin essaie d’abolir ses privilèges.
Aimant les sciences et protégeant les hommes de lettres, il porte une estime particulière à l’Académie de Rouen, dont il devient directeur en 1759. Il assiste parfois aux séances et prend aussi sa part de travaux. En 1772, il lit un rapport sur une traduction en vers latins des Fables de La Fontaine, par le P. Giraud, montrant qu’il sait allier la pratique de la poésie à celle du droit. Par reconnaissance pour l’intérêt qu’il porte à l’Académie, l’un de ses membres, l’abbé Vregeon, lui dédie le Catalogue de sa Bibliothèque, imprimé en 1781. Louis Cousin-Despréaux lui fait l’hommage de son Histoire de la Grèce.
C’est, d’après le Grand Larousse universel du XIXe siècle, un très médiocre homme d’État, mais un homme aimable, intègre, modéré, et qui se retire de la vie publique, sans s’y être enrichi. Edgar Faure, plus critique, affirme que : « Miromesnil est le type du réactionnaire borné, attaché à tous les préjugés et privilèges, de surcroît capable de toutes les fourberies, et, une fois nommé, il sera prêt aux pires bassesses pour garder son poste. » 
Ami de quelques philosophes, il ordonne, en 1776, la suppression, pour défaut de paiement des pensions dont il était grevé, du privilège de l'Année littéraire de Fréron, leur ennemi juré, portant à ce dernier un coup dont il meurt, peu après. Il dirige les travaux de la commission chargée d’établir un projet, dit « projet Miromesnil », de révision de l’ordonnance du commerce de mars 1673, mais il n'aboutit pas.
Il est prévôt et maître des cérémonies de l’Ordre du Saint-Esprit, le 10 février 1781, mais il démissionne dès le 19 février.
Il est brièvement emprisonné sous la Révolution.
À sa mort, il est inhumé sans pompe, le 7 juillet 1796. Aucun prêtre ne peut assister à son convoi, aucune prière publique ne peut être faite sur sa tombe, le culte catholique étant alors proscrit en France. Comme il a été membre de la Charité de Saint-Martin et en a toujours acquitté fidèlement les obligations, l’ancienne confrérie de Saint-Martin-de-Tourville se réunit à sa porte, enlève le corps et le conduit à l’église avec la croix de la Charité, et le dépose dans le chœur, malgré la sévère défense des lois de l’époque. On veut leur faire un procès, qui aurait pu avoir des conséquences sérieuses, mais les choses s’arrangent.

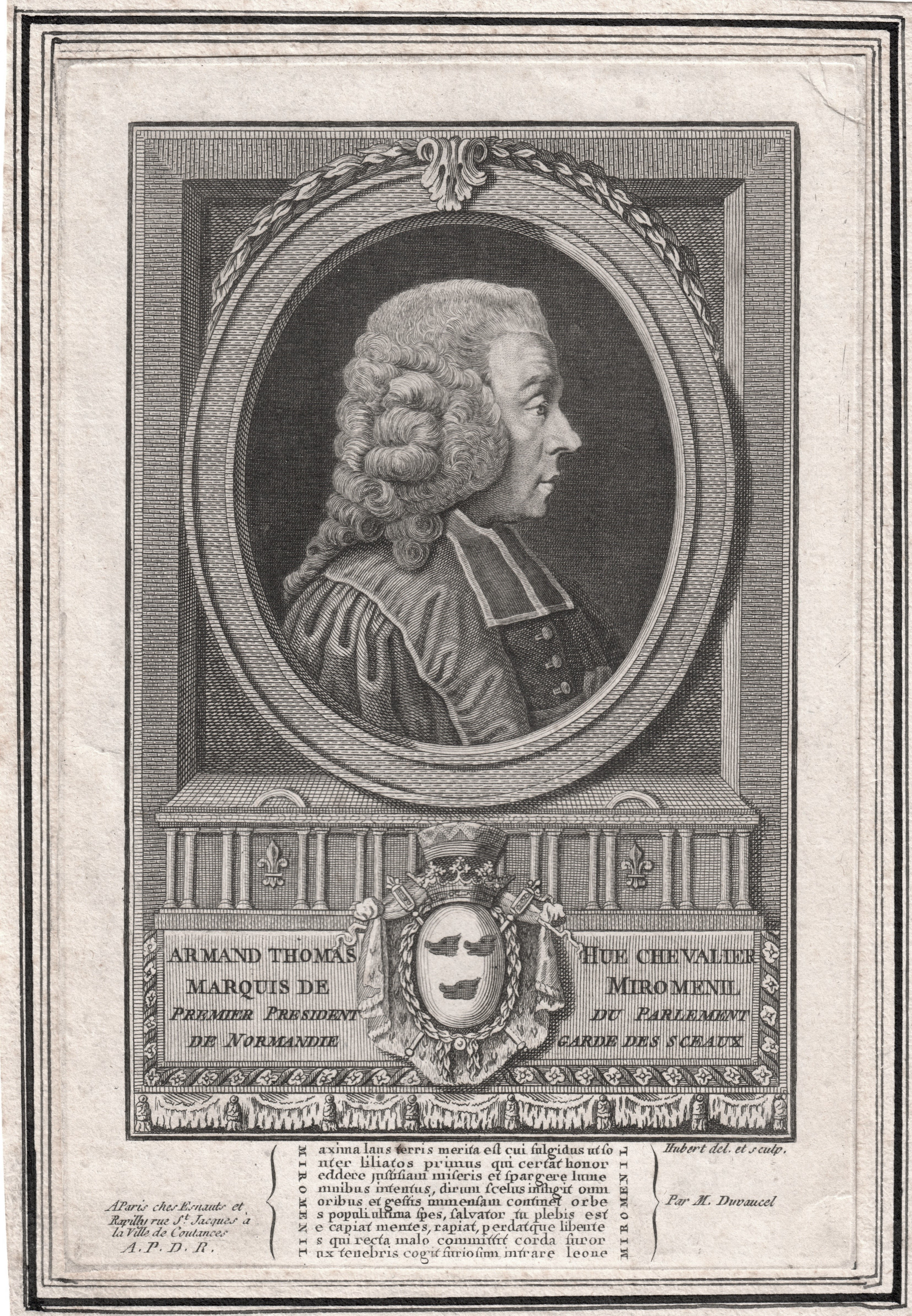
Estampe de Miromesnil par François Hubert (1744-1809)

Sur sa terre de Miromesnil, il avait engagé un boulanger, un boucher et un médecin pour s'occuper de ses paysans afin d'éviter toute famine ou épidémie. Il a demandé qu’à sa mort, sa superbe bibliothèque soit vendue et que le produit en soit distribué aux pauvres.

### Famille
En 1750, il se marie en premières noces avec Marie Louise du Hamel, dame de Bretteville. Il se remarie en 1762, avec Blanche Françoise Rosalie Bignon (1744-après 1789), fille d’Armand Jérôme Bignon, prévôt des marchands de 1764 à 1772, et de Marie Angélique Blanche Hue.
Du premier lit naît 
- Anne-Angélique Armande Georgette Hue, dame de Bretteville, qui épouse en 1769 Paul Charles Cardin Le Bret de Flacourt (1748-1804) greffier au parlement de Paris.

Du second lit, naissent 
- Thomas Louis Hue
- Bernard François Thomas Hue
- Marie Blanche Rosalie Hue de Miromesnil (1765 - 1787) qui épouse en 1779 Albert Pierre Albert de Bérulle, premier président au parlement de Grenoble.

## Portraits
- Buste en marbre par Jean-Antoine Houdon, 1777, Montpellier, Musée Fabre.
- Buste en marbre par Jean-Antoine Houdon, 1775, Londres, Victoria and Albert Museum.
- Estampe par Guillaume-Philippe Benoist, d'après Guillaume Voiriot, Château de Versailles.

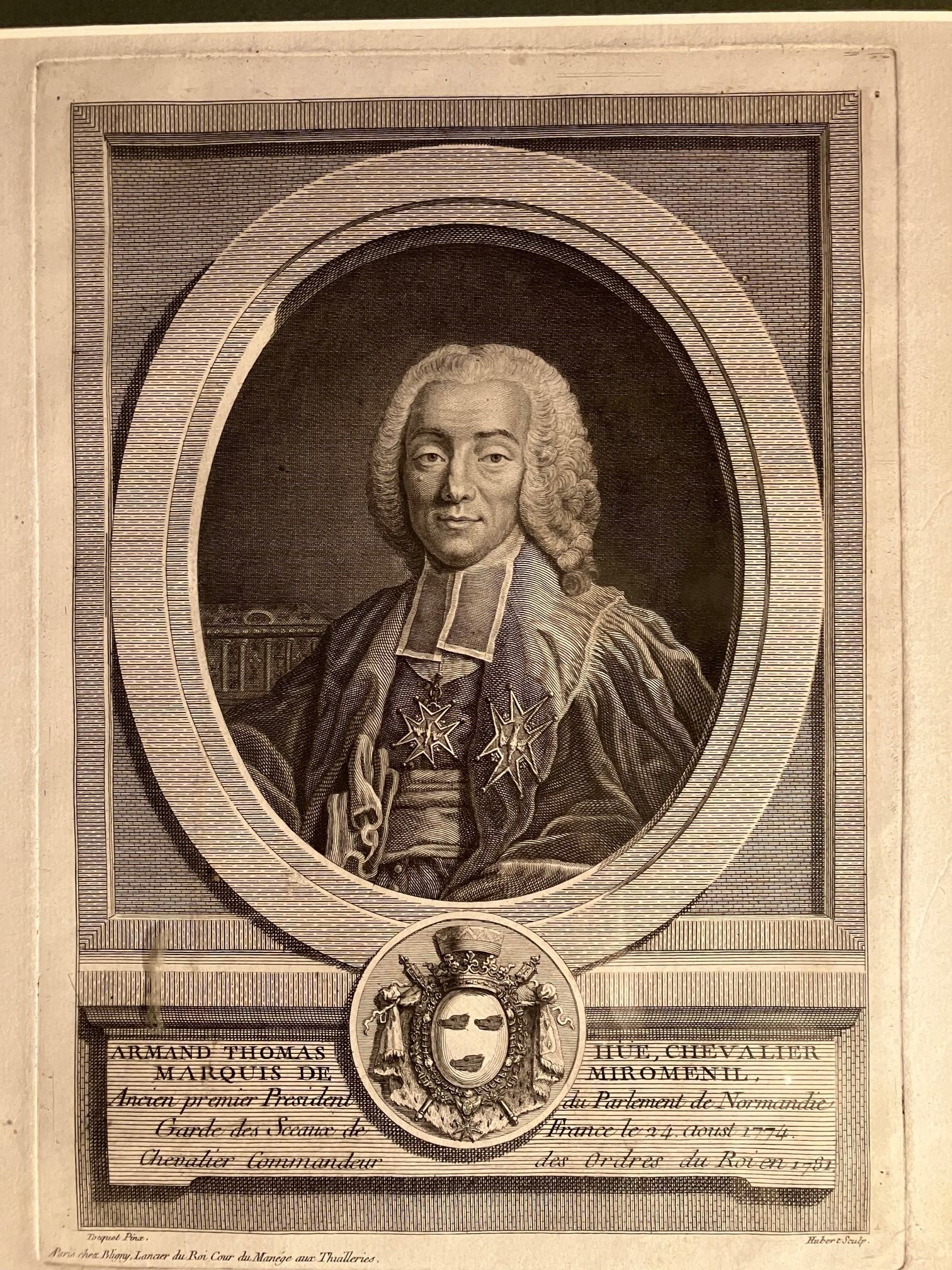
Estampe de Miromesnil par Hubert d'après un portrait par Louis Tocqué

- Estampe Estampe de Miromesnil par Hubert d'après un portrait par Louis Tocquépar Hubert, d'après Louis Tocqué, collection particulière.

## Hommages
Une rue et une station de métro de Paris portent aujourd'hui son nom.

## Sources
- Les papiers personnels d'Armand Thomas Hue de Miromesnil sont conservés aux Archives nationales sous la cote 512AP[7].
- Archives du Loiret, Fonds Latingy, 424J.
- Pierre Jacques Gabriel Le Verdier (éd.), Correspondance politique et administrative de Miromésnil, premier président du Parlement de Normandie. Pub. d'après les originaux inédits, Rouen, A. Lestringant, 1889-1903, 5 volumes.